# Stephen Melillo
Stephen Leonard Melillo (* 23. Dezember 1957 in Port Chester, New York) ist ein US-amerikanischer Komponist.

## Leben
Nach der Schule begann Melillo ein Physikstudium, das er jedoch abbrach, um am Boston Conservatory of Music Musik zu studieren.
Nach dem Diplom führte er das Studium an der Columbia University (Abschluss Master) fort. Er studierte Direktion bei Jens Nygaard und Atilio Poto.
In den frühen 1980er Jahren unterrichtete er 275 New Yorker Lehrer der Mathematik und naturwissenschaftlichen Fächer darin, wie mit Hilfe von Musik ein verstärktes Wissen von Mathematik und Naturwissenschaften geschaffen werden kann.
Abgesehen von seinen Werken für Blas- bzw. Symphonieorchester, hat er mehrere Texte und Lernhilfen verfasst, für 28 TV-Produktionen komponiert, 13 kommerzielle Soundtracks, drei Sinfonien und Kinderbücher geschrieben.
Zusätzlich zu Film und Fernsehen hat er auch für Nintendo, Sega und IBM (IBM Thinkpad-Demo, Super Battle Tank II) geschrieben und Soundtracks für die NY Nets, Yankees und Giants. Wichtigstes pädagogisches Werk ist Function Chorales, ein durchdachtes Prinzip zur Verbesserung der Stimmung und der Intonation im Orchester. Sie können mit vier Instrumenten, aber auch mit der Orchesterbesetzung von Gustav Mahlers 8. Sinfonie gespielt werden. Melillo hat mehr als 1000 Werke für verschiedene Ensembles in unterschiedlichen Genres geschrieben.
Er hat mehrere Werke geschrieben (Stormquest) die alle ca. 3–4 Minuten dauern, und mit einem geringeren Schwierigkeitsgrad einzustufen sind, damit sie von Jugendorchestern spielbar sind. Viele Werke von Stephen Melillo ähneln sich in gewisser Weise, manchmal durch den Aufbau, oft auch durch die verarbeiteten Melodien.
Für die Opfer des Todesmarsches von Baatan schuf er das 54:12 Minuten lange Werk Kakehashi – That we might live (eingespielt auf der Doppel-CD Writings on the Wall), das aus Radiosendungen, Morseclips und Liedern aus der Zeit des Zweiten Weltkriegs und der Musik von Stephen Melillo besteht. Dieses Werk ist den gefallenen amerikanischen Soldaten gewidmet, ebenso aber auch den Überlebenden, Hinterbliebenen und Angehörigen.
Der Zusammenhang von Musik und Mathematik spielt in seiner Musik eine große Rolle, oft ist in seinen Werken die Fibonacci-Folge zu erkennen (beispielsweise in Godspeed!). Nicht nur in Bezug auf Intervalle, sondern auch auf Dynamik, Tempo, Strukturierung, Pausen und Akkordstruktur.
Für den Kurzfilm 12:01 PM, der 1991 für den Oscar nominiert war, lieferte Melillo die Filmmusik.

## CDs mit Werken für Blasorchester
- Stormworks: Chapter 0 - Walk on the Water (Königliche Militärkapelle Den Haag)
- Stormworks: Chapter 1 - Without Warning (Ad-hoc-Orchester „Stormworks“, bestehend aus amerikanischen Militärmusikern)
- Stormworks: Chapter 1 Prime - A Wish to the World (Troy University Symphony Band)
- Stormworks: Chapter 2 - Wende (Rundfunkblasorchester Leipzig)
- Stormworks: Chapter 3 - Wait of the World (Marinierskapel der Niederlande: Leitung: Maurice Hamers)
- Stormworks: Chapters 5 & 8 - Writings on the Wall (Central Band of Japan Self Defense Force mit den Chören der Shenandoah & Old Dominion Universities)
- Stormjourneys (Rundfunkblasorchester Leipzig und Orchestra di Fiati della Valtellina)
- Stormquest (Western Michigan University Studio Winds)

| Personendaten    | Personendaten                                 |
| ---------------- | --------------------------------------------- |
| NAME             | Melillo, Stephen                              |
| ALTERNATIVNAMEN  | Melillo, Leonard Stephen (vollständiger Name) |
| KURZBESCHREIBUNG | US-amerikanischer Komponist                   |
| GEBURTSDATUM     | 23. Dezember 1957                             |
| GEBURTSORT       | Port Chester, New York                        |